# Шлајфер
Шлајфер или улични оштрач ножева је мајстор занатлија који је вршио оштрење ножева,  маказа, бријача.

## О занату
Улични оштрачи ножева или шлајфери су занатлије којих данас више нема, тј. за чијим услугама нема више потребе. 
У прошлости је шлајфер улицама гурао своја велика дрвена колица на којима је био постављен дрвени сандук са алатом и тоцилом (камен за окретање). Помоћу већег дрвеног точка и каиша, који се кретао ножним погоном, окретало се тоцило. Са стране је био постављен суд са хладном водом којом се хладио материјал за оштрење: ножеви, маказе и маказице, бријачи... 
Мајстор је гурао колица и застајао би на виднијем месту у насељу, код цркве, на гробљу, код продавнице и ту је народ долазио и доносио ножеве да се наоштре.